# Autovía Bilbao-Munguía
La Autovía Bilbao-Munguia o  BI-631  es una autovía provincial de Vizcaya que transcurre desde Bilbao a Bermeo, en España. Actualmente está convertida en autovía desde Bilbao ( BI-30 ) a Munguía ( BI-2235 ).

## Tramos
| Denominación | Tramo                                                                           | Año servicio | km  |
| ------------ | ------------------------------------------------------------------------------- | ------------ | --- |
| BI-631       | Solución Eskugalde (Variante de Derio) Tramo: Derio (Sur) BI-30 - Derio (Norte) | 1984         | 2,4 |
| BI-631       | Derio (Norte) - Artebakarra                                                     | 1995         | 1,8 |
| BI-631       | Artebakarra - Munguía                                                           | 2000         | 6,3 |